# Indywidualne Mistrzostwa Europy Juniorów na Żużlu 2012
Indywidualne Mistrzostwa Europy Juniorów na Żużlu 2012 – cykl zawodów żużlowych, mających wyłonić najlepszych zawodników indywidualnych mistrzostw Europy juniorów do 19 lat w sezonie 2012. W finale zwyciężył Polak Bartosz Zmarzlik.

## Finał
- Opole, 25 sierpnia 2012

| Msc. | Zawodnik          | Kraj            | Pkt |             |  |
| ---- | ----------------- | --------------- | --- | ----------- |  |
| 1    | Bartosz Zmarzlik  | Polska          | 14  | (3,3,3,3,2) |  |
| 2    | Tobiasz Musielak  | Polska          | 13  | (3,3,3,1,3) |  |
| 3    | Mikkel Michelsen  | Dania           | 12  | (3,3,2,2,2) |  |
| 4    | Łukasz Sówka      | Polska          | 10  | (3,2,1,3,1) |  |
| 5    | Piotr Pawlicki    | Polska          | 10  | (2,2,3,2,1) |  |
| 6    | Rasmus Jensen     | Dania           | 9   | (2,3,1,d,3) |  |
| 7    | Andžejs Ļebedevs  | Łotwa           | 9   | (2,2,3,2,0) |  |
| 8    | Václav Milík      | Czechy          | 8   | (1,1,2,3,1) |  |
| 9    | Kacper Gomólski   | Polska          | 7   | (1,u,2,1,3) |  |
| 10   | Oliver Berntzon   | Szwecja         | 6   | (1,0,2,3,w) |  |
| 11   | Eduard Krčmář     | Czechy          | 5   | (d,0,0,2,3) |  |
| 12   | Kiriłł Cukanow    | Ukraina         | 5   | (2,0,1,0,2) |  |
| 13   | Kyle Newman       | Wielka Brytania | 5   | (0,1,1,1,2) |  |
| 14   | Nicklas Porsing   | Dania           | 3   | (1,2,0,0,u) |  |
| 15   | Ondřej Smetana    | Czechy          | 2   | (0,1,w,1,0) |  |
| 16   | Wołodymir Tejgał  | Ukraina         | 1   | (0,1,d,0,0) |  |
|      | rez. Matic Ivacic | Słowenia        | ns  |             |  |

## Bieg po biegu
1. Musielak, Jensen, Milík, Krčmář (d4)
2. Michelsen, Pawlicki, Berntzon, Smetana
3. Zmarzlik, Cukanow, Gomólski, Newman
4. Sówka, Ļebedevs, Porsing, Tejgał
5. Michelsen, Ļebedevs, Newman, Krčmář
6. Jensen, Pawlicki, Tejgał, Cukanow
7. Musielak, Porsing, Smetana, Gomólski (u2)
8. Zmarzlik, Sówka, Milík, Berntzon
9. Pawlicki, Gomólski, Sówka, Krčmář
10. Zmarzlik, Michelsen, Jensen, Porsing
11. Musielak, Berntzon, Newman, Tejgał (d4)
12. Ļebedevs, Milík, Cukanow, Smetana (w/su)
13. Zmarzlik, Krčmář, Smetana, Tejgał
14. Berntzon, Ļebedevs, Gomólski, Jensen (d2)
15. Sówka, Michelsen, Musielak, Cukanow
16. Milík, Pawlicki, Newman, Porsing
17. Krčmář, Cukanow, Porsing (u2), Berntzon (w/u)
18. Jensen, Newman, Sówka, Smetana
19. Musielak, Zmarzlik, Pawlicki, Ļebedevs
20. Gomólski, Michelsen, Milík, Tejgał